# ریچارد پیترسون (تنیس‌باز)
 ریچارد پیترسون (انگلیسی: Richard Peterson؛ زاده ۹ مارس ۱۸۸۴ درگذشته ۲ آوریل ۱۹۶۷) یک تنیس‌باز اهل نروژ بود.